# Trichogramma mandelai
Trichogramma mandelai är en stekelart som beskrevs av Pintureau och Babault 1988. Trichogramma mandelai ingår i släktet Trichogramma och familjen hårstrimsteklar.
Artens utbredningsområde är Tchad. Inga underarter finns listade i Catalogue of Life.